# Fate
A Fate az amerikai Death válogatáslemeze, mely 1992-ben jelent meg. A korongra az első négy lemezről kerültek fel a számok.

## Számlista
1. "Zombie Ritual" – 4:32
2. "Together as One" – 4:08
3. "Open Casket" – 4:56
4. "Spiritual Healing" – 7:45
5. "Mutilation" – 3:28
6. "Suicide Machine" – 4:22
7. "Altering the Future" – 5:36
8. "Baptized in Blood" – 4:30
9. "Left to Die" – 4:38
10. "Pull the Plug" – 4:27